# Fontaine Saint-Victor

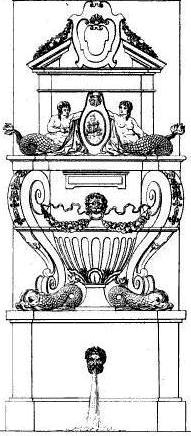
Parte central de la fuente (detalle del grabado superior).

La fuente Saint-Victor (también llamada fuente Alexandre o fuente La Brosse) fue una fuente parisina del siglo XVII. Instalada desde 1686 en la esquina de la calle del Sena, ahora llamada rue Cuvier, y la calle Saint-Victor, ahora llamada rue Linné, frente al antiguo Hôpital de la Pitié, fue demolida en 1840.

## Historia

### La Fuente de los Barnabitas (1606)
A pesar de las antiguas atribuciones a Bernini o Le Pautre, se desconoce el autor de la exuberante composición de este monumento. Este artista podría haberse inspirado directamente en un grabado de Israel Silvestre publicado en 1648, a menos que este grabado reproduzca la fuente antes de su instalación en la esquina de las calles de Seine y Saint-Victor. Siguiendo esta hipótesis, la fuente sería anterior a 1648 y sólo habría sido trasladada, y no construida, en 1686. Según varios autores, es la fuente erigida en 1606 por François Miron en la Isla de la Cité, cerca del convento de Saint-Éloi, en la intersección de la Calle de la Vieille-Draperie y la de la Barillerie, en el lugar de un monumento conmemorativo que tuvo corta duración y que había sido construido sobre las ruinas de la casa del padre del regicida Jean Châtel. Alimentada por las aguas del Pré-Saint-Gervais, que fluyen bajo el pavimento del Pont au Change, esta fuente, conocida como Barnabitas, en referencia a la orden que ocupó el convento de Saint-Éloi entre 1629 y 1631, fue la primera fuente pública de la isla.
Otros autores afirman que la fuente de 1606 era la que se había instalado antes de 1624 en el Palacio de justicia, en el patio de la Sainte-Chapelle y que se conocía como la "fuente de Sainte-Anne".

### Instalación contra la Torre de Alejandro (1686-1687)
Entre las nueve fuentes parisinas cuya creación fue ordenada por decisión del Consejo de Estado del 22 de abril de 1671, se instaló entre 1686 y 1687 en su emplazamiento definitivo. Respaldado por la "torre Alejandro", una torre maciza que pertenecía al recinto de la abadía de Saint-Victor, recibió las denominaciones de "Fuente de San Víctor", de "Alejandro" y de "La Brosse" (probablemente en homenaje al botánico Guy de La Brosse, creador del cercano Jardin du Roi).

### Destrucción (1840)
Degradado desde el siglo XVIII y aislada desde la destrucción (en 1811) de la abadía de Saint-Victor, la fuente de Saint-Victor fue condenada por nuevos planes de modificación. Este último aplicó una real ordenanza del 22 de junio de 1837 que amplió la futura calle Cuvier en dos metros y aumentó el ancho de la futura calle Linné a 23 metros. Por tanto, la fuente y la torre de Alejandro fueron demolidas en 1840 y a dos metros de su emplazamiento se erigió la monumental fuente de Cuvier .

## Descripción

### Composición
Alimentado por una de las tres tuberías provenientes de la torre de agua de Arcueil, que estaba ubicada en la rue d'Enfer, cerca de la rue Cassini luego, bajo un decreto imperial del2 mai 18062 de mayo de 1806 , junto a la bomba de Notre-Dame , esta fuente adosada se distinguía por las esculturas barrocas de su estrecha fachada. Sobre una base cóncava con una máscara de bronce que escupía agua, una gigantesca urna de piedra estaba encajada en la pared. Este jarrón, enmarcado por dos consolas de volutas apoyadas sobre delfines, tenía la parte inferior acanalada y la parte superior decorada con una doble guirnalda de flores, una cabeza de león y una inscripción en latín. Entre el pedestal que coronaba esta urna y un pequeño frontón roto que enmarcaba un cartucho que contenía el escudo de armas real, había un edículo decorado con otro cartucho, con las armas de París, flanqueado por dos sirenas. El conjunto estaba rematado con una media cúpula de piedra.

### Registro

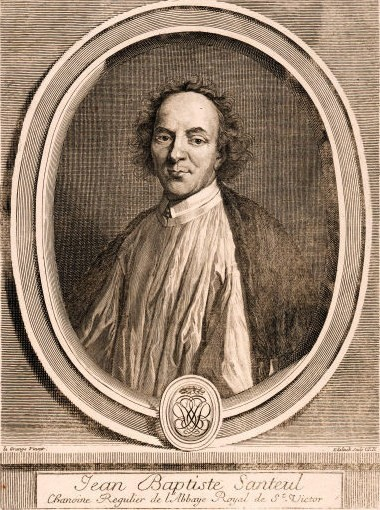
Jean-Baptiste Santeul, canónigo regular de la abadía de Saint-Victor, autor de la copla latina colocada sobre la fuente.

La inscripción en latín, grabada en una losa de mármol colocada encima de la urna, fue escrita por Santeuil . Evoca la rica biblioteca de la abadía de Saint-Victor, que el poeta neolatino conocía muy bien:
| QUAE SACROS DOCTRINÆ APERIT DOMUS INTIMA FONTES, DIVIDIT EXTERIOR CIVIBUS URBIS AQUAS. |

Así lo traduce Amaury Duval: “La misma casa que abre en su interior, para uso de los ciudadanos, las coronadas fuentes de la ciencia, les distribuye fuera de las aguas de la ciudad".
Si se acepta que la fuente de San Víctor es efectivamente el mismo monumento que la fuente de los Barnabitas, su inscripción inicial era otra copla latina :
| HIC, UBI RESTABANT SACRI MONUMENTA FURORIS, ELUIT INFANDUM MIRONIS UNDA SCELUS. |

Lo que significaba, en alusión al monumento de Jean Châtel destruido en mayo de 1605 para dar paso a la fuente: “Allí se levantó un monumento dedicado a perpetuar la furia del fanatismo, Miron lo reemplazó por una fuente, cuyas aguas pueden usarse para borrar las manchas de un ataque execrable."